# سومایلا ترائوره
سومایلا ترائوره (انگلیسی: Soumaila Traoré؛ زادهٔ ۴ ژانویهٔ ۱۹۷۳) بازیکن فوتبال اهل مالی بود.
وی همچنین در تیم ملی فوتبال مالی بازی کرده است.